# Bengt Magnusson (gitarrist)
Bengt Ingvar Magnusson, född 13 april 1962 i Göteborg, är en svensk gitarrist.
Magnusson lärde sig spela gitarr av sin äldre bror. 17 år gammal spelade han in fyra egna program för Sveriges Radio samt framförde för första gången Joaquin Rodrigos gitarrkonsert ”Concierto de Aranjuez” med orkester. Sin officiella debutkonsert gjorde han på Göteborgs konserthus nio år senare (1989). Bengt är utexaminerad diplomgitarrist från Göteborgs Musikhögskola, där han studerade för professor Josef Holecek. Han har efter detta studerat vidare som privatelev till professor Angelo Gilardino i Vercelli, Italien.
Utöver sin verksamhet som konsertgitarrist har Magnusson ackompanjerat till exempel Anders Ekborg, Peter Harrysson och Axel Falk, och framfört visor av bland andra Evert Taube, Ruben Nilsson och Carl Michael Bellman. Han arbetar även som arrangör och tonsättare och har gjort skiv-, radio- och TV-inspelningar i flera länder[källa behövs].
Tillsammans med sin hustru Suzanne Rangstedt driver han sedan år 2000 Teater Marang.

## Diskografi (urval)
- Axel Falk & Bengt Magnusson - Carl Michael Bellman, ZMAB DTRCD910-220, 1991, CD[5]
- Axel Falk & Bengt Magnusson tolkar Evert Taube - Diktaren och tiden, JoTheil AB, JTCD5039-2, 1994, CD
- Ruben Nilsson (Peter Harryson & Bengt Magnusson) - SHSCD 002[6]
- Taube, Evert; Falk Axel, Magnusson Bengt, Harryson Peter, Svensson Harald, Lundqvist Anders (2000). Mellan hav och land. [Göteborg]: Quality Entertainment. Libris 8419509